# Javicia Leslie
Javicia Leslie ( /dʒəˈviːsiə/ jə-VEE-see-ə) (Augsburgo, Alemania; 30 de mayo de 1987) es una actriz estadounidense. Protagonista de la serie de televisión Batwoman en la segunda y tercera temporadas. Apareció también en dos temporadas de la serie God Friended Me.

## Educación y primeros años
Leslie nació en una familia militar el 30 de mayo de 1987, en Augsburgo, Alemania. Su familia se mudó a Maryland donde creció en Upper Marlboro. Asistió a Hampton University donde apareció en producciones de Seven Guitars, For Colored Girls Who Have Considered Suicide / When the Rainbow Is Enuf y Chicago.

## Carrera
Después de su graduación, Leslie se mudó a Los Ángeles para seguir una carrera como actriz. Apareció en la serie de BET, The Family Business y estuvo en la película de 2019, Always a Bridesmaid. Anteriormente apareció en dos temporadas de la serie God Friended Me. Leslie fue elegida para el papel principal de Batwoman en 2020. Interpretará a Ryan Wilder en la segunda temporada del programa, reemplazando a Ruby Rose que interpretó a Kate Kane.
En 2021, fue anunciada la aparición de Leslie como Batwoman en la octava temporada de The Flash.

## Vida personal
Leslie es bisexual. Está entrenada en Muay Thai y es vegana.

## Filmografía
| Año  | Título              | Rol           | Notas        |
| ---- | ------------------- | ------------- | ------------ |
| 2010 | MuSicktuation       | Kiyoko        | Cortometraje |
| 2017 | Neva~eh             | Princess Omni | Cortometraje |
| 2018 | Pas Honteux         | Michelle      | Cortometraje |
| 2019 | Stuck               | Ebony         | Cortometraje |
| 2019 | First Day Back      | Linda Jones   | Cortometraje |
| 2019 | Always a Bridesmaid | Corina James  |              |
| 2020 | Roped               | Britney       |              |

| Año       | Título                | Rol                    | Notas                       |
| --------- | --------------------- | ---------------------- | --------------------------- |
| 2015–2017 | Chef Julian           | Mo / Monisha           | Secundario                  |
| 2016      | Swim at Your Own Risk | Samantha Morgan        | Película de televisión      |
| 2016      | Hello Cupid Reboot    | Mo                     | Elenco principal            |
| 2016      | Prototype             | Mesera                 | Piloto de televisión        |
| 2017      | Broke & Sexy          | Monisha                | Episodio: Broke&Sexy Finale |
| 2017      | Kat                   | Kelsie                 | Piloto de televisión        |
| 2017–2018 | MacGyver              | Jesse Colton           | 2 episodios                 |
| 2018–2021 | The Family Business   | Paris Duncan           | Elenco principal            |
| 2018–2020 | God Friended Me       | Ali Finer              | Elenco principal            |
| 2020      | Make It Work!         | Ella misma             | Especial de televisión      |
| 2021–2022 | Batwoman              | Ryan Wilder / Batwoman | Elenco principal            |
| 2021–2023 | The Flash             | Ryan Wilder / Batwoman | 5 episodios                 |